# Икономически модел
Икономическият модел е формализирано описание на желани параметри, които в различни области или за различни модели могат да са различни по естеството, сложността и съответно стойността си икономически дейности, процеси (на развитие) и техните явления, протичащи в обществото, това са всички разбирани като добри и полезни за индивида и социума като цяло икономически дейности заедно с техните параметри и дори икономическа теория. Икономическият модел предполага цялостно добро развитие за обществото, например при зададени параметри или за определен сектор. Тоест дори и ако като цяло се ползва определен водещ икономически модел, за отделните сектори на производството и инженерните решения могат да се ползват различни икономически модели едновременно, заедно със знанието как взаимно те да работят успешно, особено като се има предвид и добруването на индивида и обществото като wellness, здраве и други желани параметри. Също така различните подвключени икономически модели работят заедно чрез взаимно доброжелателство и подпомагане, което ги прави такива, а именно "модели".

## На теоретично ниво
Теоретичното създаване на икономически модели е сложно и за работата в тази област се изисква експертно икономическо, имженерно и медицинско знание. Противно на това, което в някои университети смятат, това не са "икономически задачи" за начинаещи, нито са отделно от политическите, социалните, екологичните, инженерните и медицински науки.
В науката за икономиката (икономикса) като социална наука и университетска специалност и/или дисциплина с оглед на необходимата прегледност и предвид следващата обучението практическа реализация на знанието се изграждат и модели на основата на предваритрлни теоретични планирания и инженерни конструкции, които съдържат в голяма степен икономическо планиране, и които трябва да бъдат внимателно проверявани в практиката. Особено от климатична и екологична гледна точка, както вътре в екосистемата на теоретичния модел, така и извън него. Тоест, по този начин, се започва от отделни малки и ограничени приложения на даден теоретичен модел, тяхното, включително екологично тестване за околната среда и хората в нея, от обучени специалисти, и развиването на неговите добри параметри, особено и ако са климатично съобразени, и които могат да боравят с, например, компютърно или графично представяне на икономическите процеси на положително развитие за ползващите модела, но и за социума като цяло, и които са свързани с дадения икономически теоретичен модел, с помощта на набор от променливи (техния математически израз) и набор от логически задачи, и инженерно съответните количествени отношения между тях.
Инженерните решения, тествания и описание на характеристики са неоходими за съвременната икономика при създаване на планингови теоретични модели, заедно с обширните познания по климат и екосреда, които трябва да се отнасят не само за затворената среда на проектовия модел, но да бъдат съобразени по отношение на социума, държавата и наддържавните съюзи.
Даден икономически модел може да има своя, дори графично базирана теоретична конструкция, която е и опростената рамка, или "граница на работата на този модел в неговата тестова фаза", с цел да се илюстрира за научни нужди възможни възникващи обществените отношения в социален и стопански план, които са свързани със сложните процеси протичащи във всяко общество. 
Макар често, но не винаги, и на теоретично ниво да се използват математически модели и техники за постигането графично представяне на даден теоретичен икономически модел, това е когато не се позват готови инженерни решения или в случаите когато те се проверяват математически,  посредством ползване на често вече използвани и възприети структурни параметри, които са и инженерно и икономически желани.
Повечето икономически модели ползват традицията, или една, или друга традиция, тоест те могат да заявяват, че са неин вариант или подобрение, но се базират на определени социално-икономически традиции, които трябва и да са възприети напълно за държавата, в която трабва да се приложи даден модел. 
Тези параметри при създаване на теоретичен икономически модел, независимо от неговия мащаб, означават внимателната теоретична и в практиката проверка на модела, както и по възможност работата с доказани в пракитиката и създаването на такива модели специалисти.
Тези теоретични модели, които трябва да се приложат  в практиката, могат да са от различно естество за различни икономически модели и области на работа, и в зависимост от тяхното количествено-стойностно задание, свързано с мащабите на тези модели, и възможната промяна, когато такава е нвобходима (това може да се отнася до подобрения или от ако такива няма полза, reversal, тоест връщане към предходно състояние на модела, което е доказано в практиката като безвредно или дори полезно за общнодтта), а могат да се създадат и сравнително устойчиво конструирани прототипи, например, които и притежават различни свойства на зададения икономическия модел на теоретично и практуческо ниво.

## Класификация
В макроикономиката икономическите модели могат да бъдат класифицирани по различни критерии:
- по степен на обобщение;
- по степен на структуриране;
- по степен на обхвата,

като при конструирането на модела се отчита фактора време в зависимост от естеството на връзката на критериите с теоретичния модел.
Всеки един модел съдържа два вида променливи параметри:
1. екзогенни – външни променливи, които се формират извън модела и
2. ендогенни – променливи, чийто стойности се формират вътре в модела.

Променливите от своя страна се поделят на две групи:
1. на дебита (количествен показател за определен период от време) и
2. на запасите (количествен показател към определен момент /най-често дата/ от времето).

## Полезни модели
На практика са изградени пазарни и планови икономики в исторически оформилите се либерални и социални държави. В чист вид в практиката теоретичното разграничение между тези модели не съществува, а навсякъде държавната икономика в страните е смес в една или друга степен между тези практични модели.
Критерия за ефективност, ефикасност и икономичност на избрания икономически модел от страната е реализирания или не икономическия растеж, и благосъстоянието на гражданите ѝ, измервано в тяхното и всеобщото богатство.